# トークン (F1チーム)
トークン・レーシング (Token Racing) は、イギリスのF1コンストラクター。1974年に4度出走した。

## 歴史
1973年、F2で活躍したロン・デニスとニール・トランドルのチームであるロンデル・レーシングを母体にF1出走を目論んで設立されたチーム。 デニスはレイ・ジェソップに車体のデザインを依頼した。F2に引き続きモチュールの後援を受ける計画であったが、オイルショックの影響でモチュールが撤退したため、チームは廃業に追い込まれてしまった。 その後、F1のプロジェクトは船舶のブローカーをしていたトニー・ヴラッソピューロとロイズのアンダーライターをしていたケン・グロブに売り渡され、2人の姓を取り「トークン」と名付けられ、車体にはジェソップに敬意を表して彼のイニシャルを含めた「RJ02」と命名された。
1974年4月のノンタイトル戦で、ウェールズ人ドライバートム・プライスのドライブでデビュー。選手権レースには翌月のベルギーグランプリでデビューするが、予選20位につけたプライスは66周目にジョディー・シェクターのティレルと接触してリタイア。 次戦モナコにもエントリーするが、プライスの経験不足を理由にエントリーを拒否された。その後彼はシャドウに移籍した。
次の3戦を欠場した後、プライスの代わりにデビッド・パーレイを据えて第10戦イギリスグランプリで復帰。しかし予選落ちとなり、パーレイはチームを離脱、代役としてパーレイと同じイギリス人ドライバーのイアン・アシュレイが起用された。
次戦ドイツにおいては予選で最下位となる26位から一時は8位まで順位を上げたが、タイヤトラブルで最終的には14位となった。第12戦オーストリアでは予選24位であったが、ホイールトラブルにより非完走扱いとなった。
その後チームは資金難により解散し、RJ02はイギリスのレースカーコンストラクターであるサフィール社に渡ることとなった。

## F1での成績
| 年     | 車体           | エンジン           | タイヤ | ドライバー         | 1   | 2   | 3   | 4   | 5   | 6   | 7   | 8   | 9   | 10  | 11  | 12  | 13  | 14  | 15  | ポイント | 順位 |
| ------ | -------------- | ------------------ | ------ | ------------------ | --- | --- | --- | --- | --- | --- | --- | --- | --- | --- | --- | --- | --- | --- | --- | -------- | ---- |
| 1974年 | トークン・RJ02 | コスワース・DFV V8 | F      |                    | ARG | BRA | RSA | ESP | BEL | MON | SWE | NED | FRA | GBR | GER | AUT | ITA | CAN | USA | 0        | NC   |
| 1974年 | トークン・RJ02 | コスワース・DFV V8 | F      | トム・プライス     |     |     |     |     | Ret |     |     |     |     |     |     |     |     |     |     | 0        | NC   |
| 1974年 | トークン・RJ02 | コスワース・DFV V8 | F      | デビッド・パーレイ |     |     |     |     |     |     |     |     |     | DNQ |     |     |     |     |     | 0        | NC   |
| 1974年 | トークン・RJ02 | コスワース・DFV V8 | F      | イアン・アシュレイ |     |     |     |     |     |     |     |     |     |     | 14  | NC  |     |     |     | 0        | NC   |